# 滿洲國法院

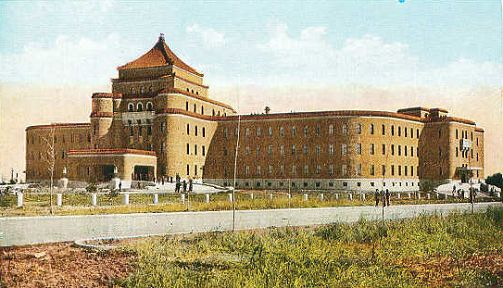
新京综合法衙（满洲国最高法院、最高检查厅及新京高等法院、高等检查厅所在地）

滿洲國法院為滿洲國的民事、刑事诉讼事件的审判及法律界定机构。

## 概要
法院為根據組織法第6條《皇帝根據法律設置法院執行司法權》之規定，採用最高法院、高等法院、地方法院、區法院構成的「四級三審制」。

## 組織
1936年6月時：
- 最高法院
  - 吉林高等法院
    - 新京地方法院
    - 吉林地方法院
    - 延吉地方法院

  - 奉天高等法院
    - 奉天地方法院
    - 遼陽地方法院
    - 撫順地方法院
    - 鐵嶺地方法院
    - 開原地方法院
    - 營口地方法院
    - 西安地方法院
    - 復縣地方法院
    - 海龍地方法院
    - 遼源地方法院
    - 安東地方法院
    - 通化地方法院

  - 哈爾濱高等法院
    - 哈爾濱地方法院
    - 呼蘭地方法院
    - 綏化地方法院
    - 海倫地方法院
    - 依蘭地方法院

  - 錦州高等法院
    - 錦州地方法院
    - 承徳地方法院

  - 齊齊哈爾高等法院
    - 齊齊哈爾地方法院
    - 拜泉地方法院
    - 洮南地方法院

## 歷代院長
1. 林棨：1932年3月9日—1939年12月18日
2. 井野英一：1939年12月18日—1942年5月15日
3. 婁學謙：1942年5月15日—1945年8月18日